# راپسودی (سرویس موسیقی برخط)
راپسودی (به انگلیسی: Rhapsody) یک فروشگاه برخط موسیقی است که تنها در ازای پرداختِ حقِ اشتراک، خدمات ارائه می‌دهد. این فروشگاه که از دسامبر ۲۰۰۱ آغاز به کار کرد تنها در ایالات متحده قابل دسترس است. در ۶ آوریل ۲۰۱۰ راپسودی رسماً استقلالش از ریل‌نتورکس را اعلام کرد. پرونده‌های بارگیری‌شده از راپسودی دارای محدودیت استفاده می‌باشند که توسط هِلیکس، نسخهٔ راپسودی از مدیریت حقوق دیجیتال بر روی پرونده‌های AAC+ یا WMA، اعمال می‌شوند. راپسودی تک‌آهنگ‌های ام‌پی‌تری را بدون محدودیت مدیریت حقوق دیجیتال به فروش می‌رساند.